# Chrysopilus griffithi
Chrysopilus griffithi är en tvåvingeart som beskrevs av Johnson 1897. Chrysopilus griffithi ingår i släktet Chrysopilus och familjen snäppflugor.
Artens utbredningsområde är Florida. Inga underarter finns listade i Catalogue of Life.